# 店集镇 (涡阳县)
店集镇，是中华人民共和国安徽省亳州市涡阳县下辖的一个乡镇级行政单位。

## 行政区划
店集镇下辖以下地区：
店集社区、镇东村、聂小庙村、肖寨村、姚湾村、姜庄村、程小集村、宋牌坊村、洪光村和王元村。